# 조승래
조승래(趙承來, 1968년 2월 21일~)은 대한민국의 정치인으로, 제20·21·22대 국회의원이다.

## 학력
- 대전대신국민학교 졸업
- 대전대신중학교 졸업
- 한밭고등학교 졸업
- ~1991 충남대학교 사회과학대학 사회학과 학사
- ~2015 충남대학교 평화안보대학원 석사

## 경력
- 2004년~2008년: 노무현 정부 대통령비서실 행정관, 비서관
- 2010년~2014년: 안희정 충청남도지사 비서실장
- 2014년 9월~2016년 5월: 단국대학교 초빙교수
- 2014년 12월~2016년 2월: 순천향대학교 지역정책연구원 부원장
- 2014년 11월: 충청남도청 정책특별보좌관
- 2016년 4월 13일: 대한민국 제20대 국회의원 선거 당선(대전 유성구 갑, 더불어민주당, 초선)
- 2016년 5월~2020년 5월: 더불어민주당 대전광역시당 유성구 갑 지역위원회 위원장
- 2017년 5월~2018년 5월: 더불어민주당 원내부대표(국정관리)
- 2017년 8월~2018년: 더불어민주당 적폐청산위원회 위원
- 2017년 8월~2018년 6월: 더불어민주당 지방선거기획단 위원
- 2018년 8월~2020년 8월: 더불어민주당 대전광역시당 위원장
- 2018년 11월~2019년 10월: 더불어민주당 유치원·어린이집 공공성 강화 특별위원회 간사
- 2018년 11월~2020년 5월: 더불어민주당 지방혁신균형발전추진단 추진위원
- 2018년 11월~2019년 5월: 민주연구원 부원장
- 2019년 1월~2020년 5월: 더불어민주당 전략기획자문위원회 부위원장
- 2019년 7월~2020년 5월: 더불어민주당 포용국가비전위원회 위원
- 2019년 8월~2020년 5월: 더불어민주당 소재부품장비인력발전특별위원회 위원
- 2019년 8월~2020년 6월: 더불어민주당 국회세종의사당추진특별위원회 간사
- 2019년 9월~2019년 11월: 더불어민주당 교육공정성강화특별위원회 위원
- 2020년 3월~2020년 6월: 더불어민주당 코로나19국난극복위원회 돌봄교육대책TF단장
- 2020년 4월 15일: 대한민국 제21대 국회의원 선거 당선(대전 유성구 갑, 더불어민주당, 재선)
- 2020년 7월~2020년 9월: 더불어민주당 코로나19국난극복상황실 상황실장
- 2020년 7월~: 더불어민주당 대전광역시당 유성구 갑 지역위원회 위원장
- 2020년 7월~: 더불어민주당 미래전환 K-뉴딜위원회 입법지원단장
- 2020년 7월~2020년 12월: 더불어민주당 국가균형발전 및 행정수도완성 TF 위원
- 2021년 1월~: 더불어민주당 규제혁신추진단 K-뉴딜 태스크포스 팀장
- 2021년 5월~2022년 9월: 더불어민주당 정책위원회 제4정책조정위원장
- 2021년 5월~: 더불어민주당 부동산특별위원회 위원
- 2021년 5월~: 더불어민주당 반도체기술특별위원회 위원
- 2021년 5월~: 더불어민주당 미디어혁신특별위원회 위원
- 2022년 3월~2022년 9월: 더불어민주당 전략기획위원회 위원장
- 2022년 7월~2022년 9월: 더불어민주당 미래부총장
- 2022년 9월~2024년 10월: 더불어민주당 과학기술혁신특별위원회 위원장
- 2022년 10월~: 더불어민주당 정책위원회 선임부의장
- 2024년 4월 10일: 대한민국 제22대 국회의원 선거 당선(대전 유성구 갑, 더불어민주당, 3선)
- 2024년 8월~2025년 6월: 더불어민주당 수석대변인
- 2025년 5월~2025년 6월: 제21대 대통령 선거 더불어민주당 이재명 대통령 후보 진짜 대한민국 선거대책위원회 공보단장 겸 수석대변인
- 2025년 6월~2025년 8월: 국정기획위원회 대변인
- 2025년 6월~2025년 8월: 국정기획위원회 기획조정분과 위원
- 2025년 8월~: 더불어민주당 사무총장

### 의정 활동
- 2016년 5월 30일~2020년 5월 29일: 제20대 국회의원(대전 유성구 갑, 더불어민주당, 초선)
  - 2016년 6월~2018년 5월: 제20대 국회 전반기 교육문화체육관광위원회 위원
  - 2016년 7월~2017년 7월: 제20대 국회 지방재정분권특별위원회 위원
  - 2017년 5월~2018년 5월: 제20대 국회 전반기 운영위원회 위원
  - 2018년 7월~2018년 9월: 제20대 국회 후반기 교육위원회 위원
  - 2018년 7월~2019년 5월: 제20대 국회 후반기 예산결산특별위원회 위원
  - 2018년 9월~2020년 5월: 제20대 국회 후반기 교육위원회 간사
  - 2018년 11월~2020년 5월: 제20대 국회 교육위원회 법안심사소위원회 위원장
  - 2019년 7월~2020년 5월: 제20대 국회 후반기 예산결산특별위원회 위원
  - 2020년 2월~2020년 2월: 제20대 국회 후반기 교육위원회 위원장 직무대리
  - 2020년 2월~2020년 5월: 제20대 국회 코로나19대책특별위원회 위원
- 2020년 5월 30일~2024년 5월 29일: 제21대 국회의원(대전 유성구 갑, 더불어민주당, 재선)
  - 2020년 6월~2021년 4월: 제21대 국회 전반기 운영위원회 위원
  - 2020년 6월~2022년 5월: 제21대 국회 전반기 과학기술정보방송통신위원회 간사
    - 2020년 9월~2022년 5월: 제21대 국회 전반기 과학기술정보방송통신위원회 과학기술원자력법안심사소위원회 위원장
    - 2020년 9월~2022년 5월: 제21대 국회 전반기 과학기술정보방송통신위원회 정보통신방송법안심사소위원회 위원

  - 2020년 7월~2024년 5월: 국회 문화콘텐츠포럼 대표
  - 2021년 5월~2022년 5월: 제21대 국회 전반기 여성가족위원회 위원
  - 2022년 7월~2023년 12월: 제21대 국회 후반기 과학기술정보방송통신위원회 간사
  - 2023년 2월~2024년 5월: 제21대 국회 첨단전략산업 특별위원회 위원
  - 2023년 6월~2024년 5월: 제21대 국회 후반기 예산결산특별위원회 위원
  - 2023년 12월~2023년 12월: 제21대 국회 후반기 국토교통위원회 위원
  - 2023년 12월~2024년 5월: 제21대 국회 후반기 과학기술정보방송통신위원회 간사
- 2024년 5월 30일~: 제22대 국회의원(대전 유성구 갑, 더불어민주당, 3선)
  - 2024년 6월~2025년 1월: 제22대 국회 전반기 정무위원회 위원
  - 2024년 6월~2024년 8월: 제22대 국회 전반기 예산결산특별위원회 위원
  - 2025년 1월~: 제22대 국회 전반기 국방위원회 위원
  - 2025년 6월~: 제22대 국회 전반기 예산결산특별위원회 위원

## 역대 선거 결과
|  | 48.28% |

|  | 56.52% |

|  | 56.77% |

## 소속 정당
| 소속 정당 | 소속 정당      | 소속 기간 | 비고      |
| --------- | -------------- | --------- | --------- |
|           | 새천년민주당   | 2000~2013 | 정계 입문 |
|           | 무소속         | 2003      | 탈당      |
|           | 열린우리당     | 2003~2004 | 창당      |
|           | 무소속         | 2004~2007 | 탈당      |
|           | 통합민주당     | 2008      | 복당      |
|           | 민주당         | 2008~2011 | 당명 변경 |
|           | 민주통합당     | 2011~2013 | 합당      |
|           | 민주당         | 2013~2014 | 당명 변경 |
|           | 새정치민주연합 | 2014~2015 | 합당      |
|           | 더불어민주당   | 2015~현재 | 당명 변경 |

## 같이 보기
- 대전 유성구의 국회의원
- 유성구 갑